# Satanoperca
Satanoperca (Lat.: „satans“ = Teufel, „perca“ = Barsch) ist eine Buntbarschgattung aus dem ostandinen, nördlichen und mittleren Südamerika. Sie kommt in Flüssen des Amazonasbeckens, im Stromgebiet des Orinoco bis in das Río Paraná/Río-Paraguay-System vor.

## Merkmale
Die Satanoperca-Arten sind mittelgroße Buntbarsche und werden 14 bis maximal 27 Zentimeter lang. Ihr Körper ist hoch und seitlich abgeflacht, die Bauchlinie ist annähernd gerade. Die Augen sitzen weit hinten und hoch am Kopf. Die Schnauze steht vor, das Maul ist ganz leicht unterständig. Die Rückenflosse besitzt zahlreiche Flossenstacheln. Ihre letzten Flossenstrahlen, die Bauchflossen und die Afterflosse sind oft lang ausgezogen. Die verschiedenen Satanoperca-Arten sind meist von beiger oder hellgrauer Grundfarbe. Bänder oder dunkle Flecken auf den Seiten sind je nach Art unterschiedlich ausgeprägt.

## Arten
Die Satanoperca-Arten werden in drei deutlich unterschiedliche Artengruppen unterteilt.
- Satanoperca acuticeps-Gruppe

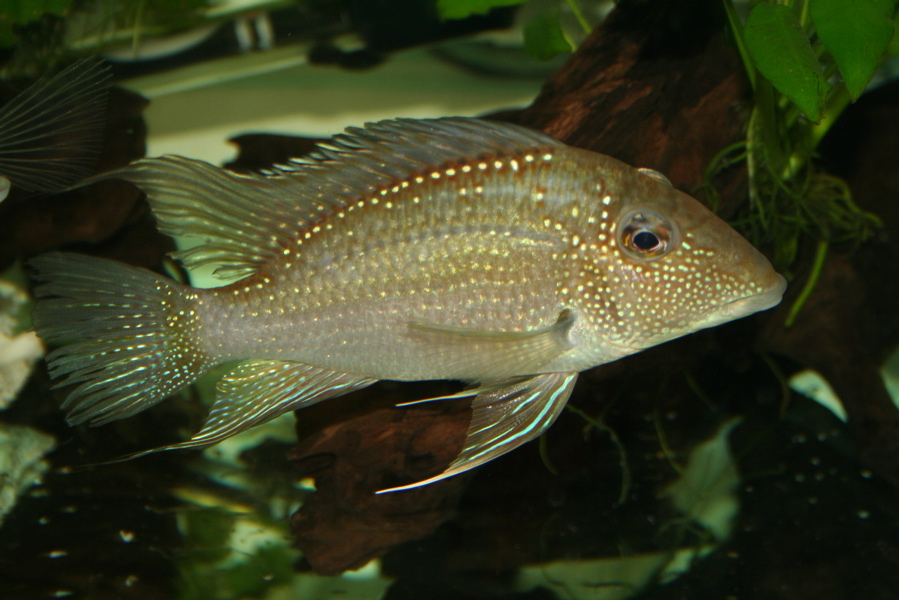
Satanoperca leucosticta

  - Satanoperca acuticeps (Heckel, 1840)
- Satanoperca daemon-Gruppe
  - Satanoperca daemon (Heckel, 1840)
  - Satanoperca lilith (Kullander & Ferreira, 1988)
- Satanoperca jurupari-Gruppe
  - Satanoperca curupira Ota et al., 2018
  - Satanoperca jurupari, (Heckel, 1840)
  - Satanoperca leucosticta (Müller & Troschel, 1848)
  - Satanoperca mapiritensis (Fernández-Yépez, 1950)
  - Satanoperca pappaterra (Heckel, 1840)
  - Satanoperca rhynchitis Kullander, 2012 
  - Satanoperca setepele Ota et al., 2021 [1]

## Fortpflanzung
Die verschiedenen Artengruppen von Satanoperca verfolgen unterschiedliche Fortpflanzungsstrategien. Satanoperca acuticeps und die beiden Arten der Satanoperca daemon-Gruppe sind Offenbrüter, die ihren Laich in eine in den Gewässerboden gegrabene Grube legen und mit Sand, Steinchen, leeren Schneckenhäusern und anderen Materialien abdecken. Die Arten der Satanoperca jurupari-Gruppe sind Maulbrüter. Die im Orinoco- und Amazonasgebiet vorkommenden Arten (S. jurupari, S. mapiritensis, S. pappaterra) der Gruppe nehmen als ovophile („eierliebende“) Maulbrüter die Eier sofort nach dem Ablaichen ins Maul, während der im Bergland von Guayana beheimatete Satanoperca leucosticta als larvophiler Maulbrüter zuerst offen auf einem Substrat ablaicht und erst nach dem Schlupf die Larven ins Maul aufnimmt. In allen Fällen beteiligen sich beide Elternteile an der Brutpflege (Elternfamilie) und nehmen Eier bzw. Larven ins Maul.